# Eskerjan Madiyev
Eskerjan Madiyev (en georgiano: ესკერხან მადიევი, en ruso: Эскерхан Мадиев; Achjói-Martán, Rusia, 12 de febrero de 1998) es un deportista georgiano de origen checheno que compite en boxeo.
Ganó una medalla de plata en el Campeonato Europeo de Boxeo Aficionado de 2024, en la categoría de 71 kg. Participó en los Juegos Olímpicos de Tokio 2020, ocupando el quinto lugar en la categoría de 69 kg.

## Palmarés internacional
| Campeonato Europeo | Campeonato Europeo | Campeonato Europeo | Campeonato Europeo |
| Año                | Lugar              | Medalla            | Categoría          |
| ------------------ | ------------------ | ------------------ | ------------------ |
| 2024               | Belgrado (Serbia)  | Medalla de plata   | 71 kg              |